# Organic Syntheses
Organic Syntheses è una rivista accademica che si occupa di chimica organica, occupandosi in particolar modo delle procedure di sintesi organica.